# Tanabe Moritake

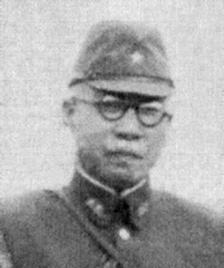
Generalleutnant Tanabe Moritake

Tanabe Moritake (japanisch: 田辺盛武; * 26. Februar 1889 in der Präfektur Ishikawa, Kaiserreich Japan; † 11. Juli 1949 in Medan, Nordsumatra, Niederländisch-Indien) war ein Generalleutnant der Kaiserlich Japanischen Armee, der unter anderem während des Zweiten Japanisch-Chinesischen Krieges zwischen 1937 und 1938 Chef des Stabes der 10. Armee sowie zwischen 1939 und 1941 Befehlshaber der 41. Division (Fluss-Division). Während des Zweiten Weltkrieges fungierte er von 1941 bis 1943 als Vize-Chef des Generalstabes der Kaiserlich Japanischen Armee sowie zwischen 1943 und 1945 Befehlshaber der auf der Malaiischen Halbinsel sowie Sumatra eingesetzten 25. Armee. Nach der Kapitulation Japans am 2. September 1945 wurde er wegen Kriegsverbrechen zum Tode verurteilt und am 24. Juli 1949 hingerichtet.

## Leben
Tanabe Moritake begann nach dem Besuch der Matsuyama Middle School eine Offiziersausbildung an der Heeresoffizierschule und wurde nach deren Abschluss im März 1910 Leutnant im 49. Infanterieregiment. Nach verschiedenen Verwendungen absolvierte er im November 1918 seine Ausbildung an der Heereshochschule. Danach war er Offizier und Stabsoffizier im Generalstab, in der Stabsabteilung der 16. Division (Zaun-Division), im Militärattachéstab an der Botschaft in Frankreich, als Kommandeur eines Bataillons des 61. Infanterieregiment. Er war vom 27. Juni 1932 bis zum 1. August 1933 Leitender Stabsoffizier des Kontrollreferats der Instandhaltungsabteilung des Heeresministeriums und nach seiner Beförderung zum Oberst am 1. August 1933 zwischen dem 1. August 1933 und dem 1. September 1934 Instrukteur an der Heeresinfanterieschule. Im Anschluss fungierte er vom 1. August 1934 bis zum 7. März 1936 als Leiter des Referats Mobilisierung der Abteilung Wirtschaftliche Mobilisierung des Heeresministeriums sowie zwischen dem 7. März 1936 und dem 2. August 1937 Kommandeur des 34. Infanterieregiments.
Nach seiner Beförderung zum Generalmajor am 1. August 1937 war Tanabe Moritake zwischen dem 2. August und dem 20. Oktober 1937 Kommandeur der Heeresinfanterieschule in Toyama und danach während des Zweiten Japanisch-Chinesischen Krieges vom 20. Oktober 1937 bis zum 14. Februar 1938 Stabschef der in Shanghai stationierten 10. Armee (Dai-jū-gun), die an der Schlacht um Nanking (1. bis 13. Dezember 1937) teilnahm und danach am Massaker von Nanking beteiligt war. Nach seiner Rückkehr war er vom 15. Februar 1938 bis zum 2. Oktober 1939 Kommandant der Panzerschule und übernahm nach seiner Beförderung zum Generalleutnant am 2. Oktober 1939 vom 2. Oktober 1939 bis zu seiner Ablösung durch Generalleutnant Shimizu Tsunenori am 1. März 1941 den Posten als Befehlshaber der 41. Division (Fluss-Division). Im Anschluss fungierte er zwischen dem 1. März und dem 6. November 1941 als Chef des Stabes der Regionalarmee Nordchina (Kita Shina hōmengun).
Während des Zweiten Weltkrieges übernahm Generalleutnant Tanabe am 6. November 1941 von Generalleutnant Tsukada Osamu den Posten als Vize-Chef des Generalstabes der Kaiserlich Japanischen Armee und hatte diesen bis zum 8. April 1943 inne, woraufhin Generalleutnant Hata Hikosaburō seine Nachfolge antrat. Zugleich fungierte er zwischen dem 9. November und dem 22. Dezember 1942 als kommissarischer Leiter der 3. Abteilung des Generalstabes. Zuletzt wurde er am 8. April 1943 Nachfolger von Generalleutnant Saitō Yaheita die Funktion als Befehlshaber der auf der Malaiischen Halbinsel sowie Sumatra eingesetzten 25. Armee (Dai-nijūgo-gun) und behielt diese bis zur Kapitulation Japans am 2. September 1945. Während dieser Zeit kam es zur Operation Crimson am 25. Juli 1944, ein seegestützter, alliierter Luftangriff unter britischer Führung am 25. Juli 1944 auf das japanisch besetzte Sabang während des Pazifikkrieges. Nach Kriegsende wurde er 1945 festgenommen und wegen Kriegsverbrechen angeklagt. Er wurde zum Tode verurteilt und am 24. Juli 1949 in Medan hingerichtet.